# Slawische Komponisten
Slawische Komponisten (russisch Славянские композиторы / Slawjanskije kompository, wiss. Transliteration Slavjanskie kompozitory) ist ein Gemälde des russischen Malers Ilja Repin (1844–1930).

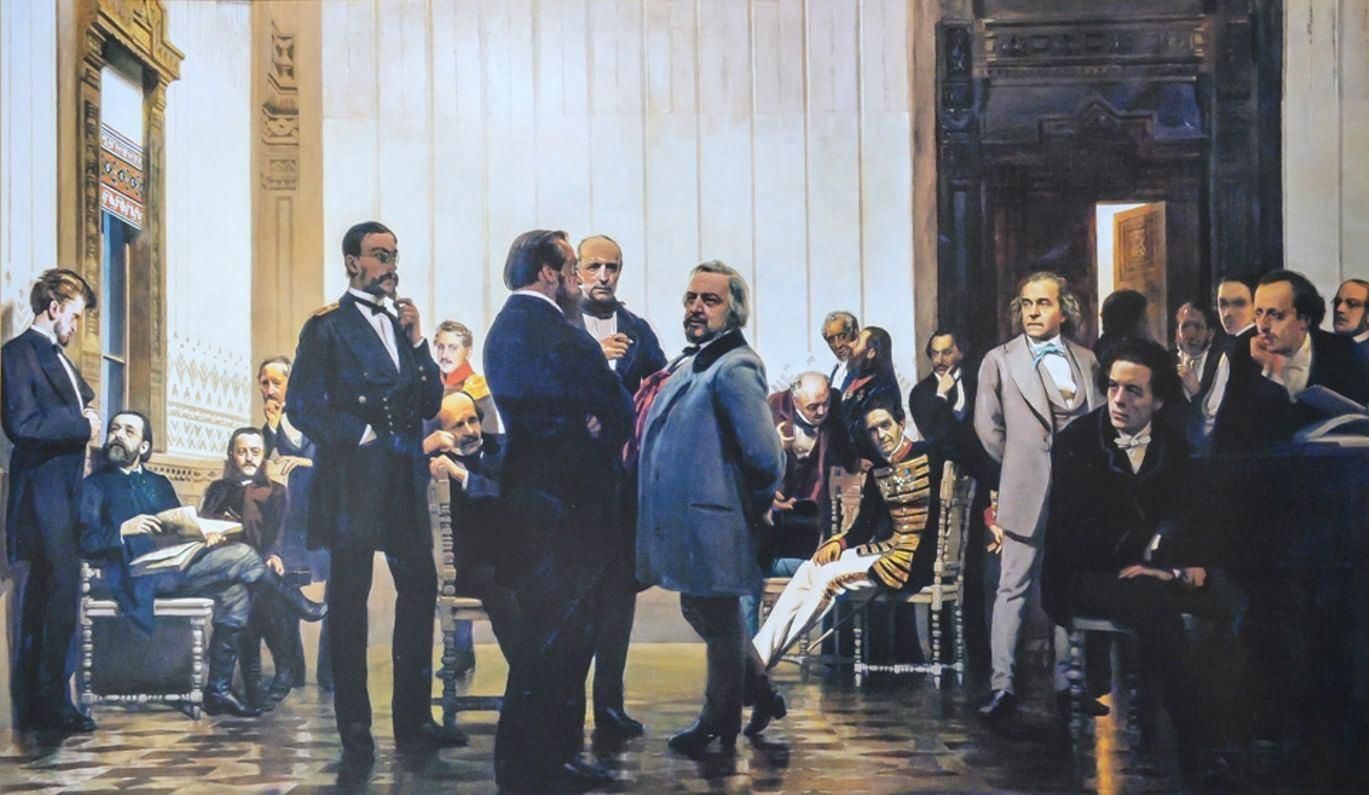
Slawische Komponisten (Gemälde von Ilja Repin, Öl auf Leinwand, 1871–1872). — Die folgenden slawischen Komponisten wurden von dem Maler dargestellt: Im Vordergrund M. I. Glinka (1804–1857), [Michail Balakirew (links von Glinka, im Profil),] W. F. Odojewski (1804–1869) und N. A. Rimski-Korsakow in Uniform. Auf einen Stuhl sitzend A. S. Dargomyschski (1813–1869), hinter seinem Rücken — I. F. Laskowski (1799–1855), rechts A. F. Lwow (1798–1870) in einer Gerichtsuniform, der zuhört, wie etwas zu ihm gesagt wird von N. Werstowski (1799–1862).Am Klavier – die Brüder A. Rubinstein (1829–1894) und N. G. Rubinstein (1835–1881). Zwischen A. G. Rubinstein und A. F. Lwow steht A. N. Serow (1820–1871). Hinter dieser Gruppe stehen A. L Guriljow (1803–1858), Dmitri Bortnjanski (1751–1825), P. I. Turtschaninow (1779–1856). Im oberen rechten Teil des Gemäldes ist eine Gruppe polnischer Komponisten dargestellt: S. Moniuszko (1819–1872) — ganz rechts, F. Chopin (1810–1849), M. Ogiński (1765–1833), K. Lipiński (1790–1861) — an der Tür. In der linken unteren Ecke des Gemäldes sind Porträts tschechischer Musiker zu sehen: E. F. Nápravník (1839–1916) (1839–1916) — ganz links, B. Smetana (1824–1884), K. Bendl (1838–1897), V. Horák (1800–1871).

## Einführung
Bei dem 1871 begonnenen und 1872 abgeschlossenen Werk handelt sich um ein Gruppenporträt von russischen, polnischen und tschechischen Komponisten. Das Gemälde, auf dem ausschließlich Herren zu erkennen sind, wurde zwischen 1871 und 1872 im Auftrag des Unternehmers Alexander Porochowschtschikow gemalt.
Es wird im Tschaikowski-Konservatorium in Moskau aufbewahrt.

## Ursprung und Konzeption
In den 1860er und 1870er Jahren setzten sich in Russland slawophile Ideen durch. Der Moskauer Unternehmer Alexander Porochowschtschikow beschloss, das Restaurant Slawischer Basar zu einem Schaufenster der Brüderlichkeit unter den Slawen zu machen. Er wollte dieses Vorhaben in die Tat umsetzen, indem er ein Gemälde ausstellte, das einer Zusammenkunft russischer, polnischer und tschechischer Komponisten (Собрание русских, польских и чешских композиторов) gewidmet war.
Nach den Erinnerungen von Ilja Repin wandte sich Porochowschtschikow zunächst an den Historienmaler Konstantin Makowski, der ihn um 25.000 Rubel bat, was das Budget für das Projekt überstieg. Weniger bekannte Künstler waren bereit, die Leinwand mit 15.000 Rubel zu bemalen. Repin, ein junger Absolvent der Kaiserlichen Kunstakademie, der wenig später auch das Gemälde Die Wolgatreidler fertigstellen sollte, nahm die vom Restaurator angebotene Summe von 1500 Rubel an. Sie half ihm, lange Jahre der Entbehrung hinter sich zu lassen, und ihn reizte der Gedanke, dass das Gemälde von einem großen Publikum gesehen werden würde.

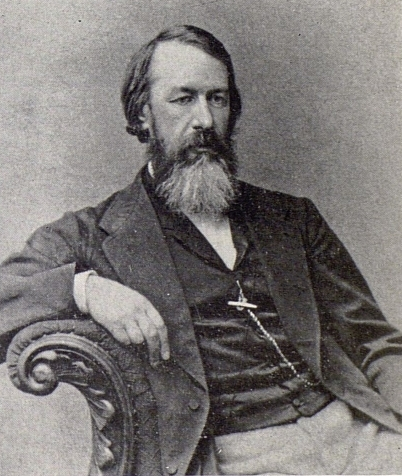
Wladimir Stassow (1869)

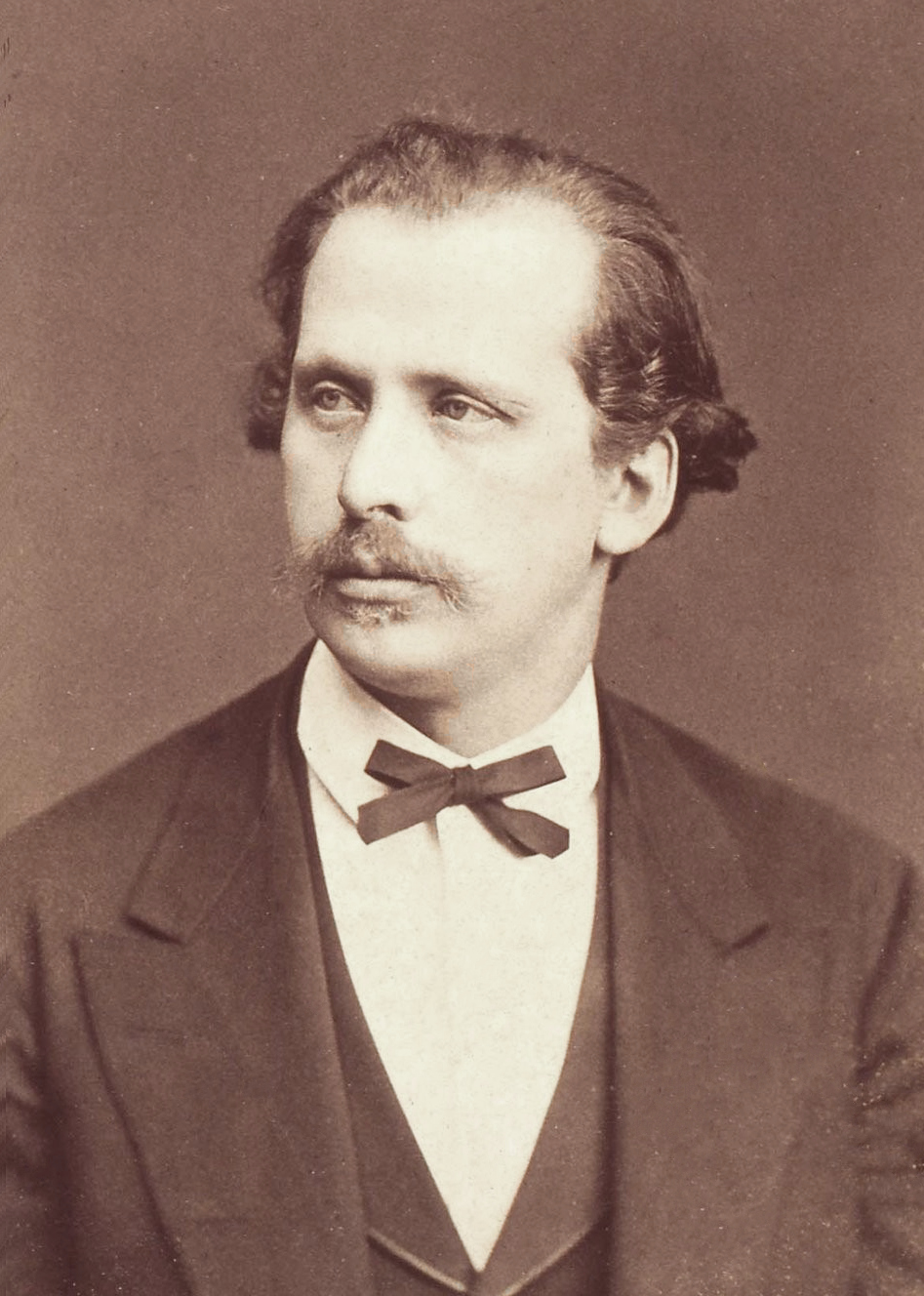
Nikolai Rubinstein (1872)

Wladimir Stassow, der Kunstkritiker und Freund Repins, der selbst ein großer Musikliebhaber war, begeisterte sich für das Projekt. Repin hatte in dessen Salon die Komponisten Modest Mussorgski, Nikolai Rimski-Korsakow und Alexander Borodin kennengelernt. Stassow unterstützte den Maler tatkräftig und insbesondere dabei, in der Kaiserlichen Öffentlichen Bibliothek (in St. Petersburg) nach Porträts, Stichen oder Fotografien von verstorbenen Komponisten oder solchen, die unmöglich für Repin Modell stehen konnten, zu suchen. Er gab ihm auch Informationen über ihre Persönlichkeit.

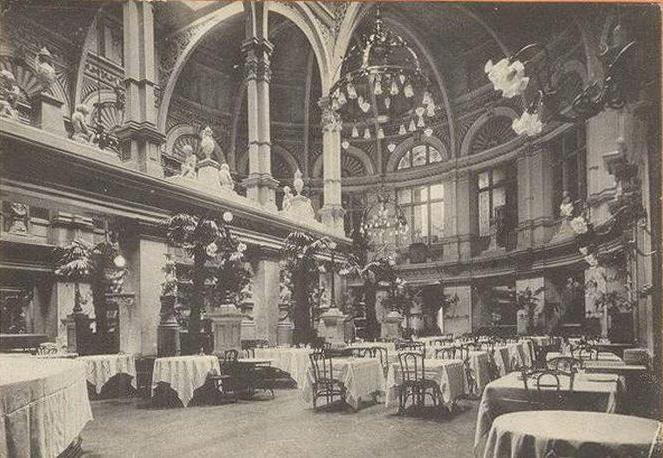
Intérieur des Slawischen Basars

Er und Repin schlagen außerdem vor, die Liste der Komponisten zu ändern. Sie wurde für Porochowschtschikow von Nikolai Rubinstein auf der Grundlage seiner persönlichen musikalischen Neigungen erstellt. Er war damals Direktor des von ihm gegründeten Moskauer Konservatoriums.
Der Maler wunderte sich, dass Modest Mussorgski und Alexander Borodin, zwei Vertreter der Gruppe der Fünf (dem 'Mächtigen Häuflein'), nicht auf dem Bild zu sehen waren. Doch Porochowschtschikow blieb trotz eines Schreibens von Stassow bei der Position Nikolai Rubinsteins und bezeichnete Mussorgski darüber hinaus als „Schmutzfinken“ und Borodin als „Dilettanten“. Repin gab seine Äußerungen in seinen Memoiren empört wieder, fügte sich aber den Forderungen. Die beiden waren sich einig.

«— Вот ещё! Вы всякий мусор будете сметать в эту картину! Мой список имен музыкантов выработан самим Николаем Рубинштейном, и я не смею ни прибавить, ни убавить ни одного имени из списка, данного вам... Одно мне досадно — что он не вписал сюда Чайковского. Ведь мы, вся Москва, обожаем Чайковского. Тут что-то есть... Ho что делать? A Бородина я знаю; но ведь это дилетант в музыке: он — профессор химии в Медико-хирургической академии... Нет, уж вы всяким мусором не засоряйте этой картины! Дa вам же легче: скорее! Скорее! Торопитесь с картиной, её ждут…»

„- Das ist noch nicht alles! Sie werden dieses Bild auf alle Arten beschmutzen! Meine Liste mit den Namen von Musikern wurde von Nikolai Rubinstein selbst erstellt, und ich wage es nicht, auch nur einen einzigen Namen von der Liste, die ich Ihnen gegeben habe, hinzuzufügen oder zu streichen... Eine Sache, die ich bedauere, ist, dass er Tschaikowski nicht aufgenommen hat. Schließlich verehren wir, ganz Moskau, Tschaikowski. Hier gibt es einen Haken... Aber was ist zu tun? Ich kenne Borodin, aber er ist ein Dilettant in Sachen Musik: Er ist Professor für Chemie an der Medizinisch-Chirurgischen Akademie... Nein, beschmutzen Sie dieses Bild nicht mit Müll! Für Sie ist es einfacher: Beeilen Sie sich! Beeilen Sie sich! Beeilen Sie sich mit dem Bild, sie warten darauf...“

Repin begann im Dezember 1871 in seinem Atelier in Sankt Petersburg mit der Arbeit an den vorbereitenden Skizzen, und das Gemälde wurde vor Ort in Moskau fertiggestellt. Nur Balakirew, Rimski-Korsakow, der damals noch Marineoffizier war, Nápravník und Nikolai Rubinstein posierten für das Bild. Die anderen Komponisten wurden nach Porträts gemalt.
Die feierliche Eröffnung des „Slawischen Basars“ fand am 10. Mai 1872 statt. Er umfasste einen Konzertsaal, der fast fertiggestellt war und dessen Architektur dem Geist der russischen Nation entsprach. Er trug den Namen „Russisches Zimmer“ („Русская палата“), wird aber auch als „Konversation“ („Беседа“) bezeichnet. Die Innenausstattung stammt von dem Architekten Andrei Gun. Im großen Saal hängen die Slawischen Komponisten zwischen anderen Porträts an einer Stelle, an der laut Repin „ein großer leerer Fleck zu dekorieren“ war.
Pawel Tretjakow versuchte mehrere Jahre später, das Bild für seine Galerie zu kaufen, gab aber angesichts der geforderten Summe auf.
Die Slawischen Komponisten werden derzeit im Tschaikowski-Konservatorium in Moskau aufbewahrt.

## Beschreibung und dargestellte Komponisten
Die russischen Komponisten sind in der Mitte abgebildet: Im Vordergrund Michail Glinka (gestorben 1857), im Gespräch mit Mili Balakirew, Wladimir Odojewski (gestorben 1869) und Nikolai Rimski-Korsakow. Alexander Dargomyschski (gestorben 1869) sitzt hinter dieser Gruppe, vor Iwan Laskowski und rechts Alexei Lwow (gestorben 1870) in höfischer Uniform, der Alexei Werstowski (gestorben 1862), zuhört. Am Klavier sitzen die Brüder Anton und Nikolai Rubinstein. Alexander Serow steht zwischen Anton Rubinstein und Alexei Lwow.
Weiter hinten stehen Alexander Guriljow (gestorben 1858), Dmitri Bortnjanski (gestorben 1825) und Pjotr Turtschaninow (gestorben 1856).
Die polnischen Komponisten sind im Hintergrund zu sehen. Es handelt sich um Stanisław Moniuszko, ganz rechts, Frédéric Chopin (gestorben 1846), Michał Kleofas Ogiński (gestorben 1849) und Karol Lipiński, vor der Tür.
Die tschechischen Komponisten befinden sich auf der linken Seite des Bildes: Eduard Nápravník (ganz links), Bedřich Smetana, Karel Bendl und Václav Emanuel Horák.

## Kritische Aufnahme
Die öffentliche Präsentation der Slawischen Komponisten war ein Erfolg, und der Autor wurde weitgehend gelobt. Der Kritiker und Bildhauer Mark Antokolski gibt eine positive Bewertung ab.
Der Schriftsteller Iwan Turgenjew vertraute Repin jedoch an, dass „er sich mit dieser Malerei nicht anfreunden kann“; später bezeichnete er sie in einem Brief an Stassow als „kalten gemischten Salat von Lebenden und Toten“. Stassow verteidigte den jungen Maler, doch Ilja Jefimowitsch blieb von dieser Einschätzung verletzt.